# Louise Ekelund
Louise Ekelund, född 19 oktober 1936, är diktare, författare och docent i litteraturvetenskap. Hon har skrivit utförligt om den finlandssvenska modernismen med dess stora betydelse för rikssvensk modernism, med namn som Edit Södergran eller Rabbe Enckell, om den senare har hon författat 3 böcker. Tillsammans med Lars O. Lundgren skrev hon en bok om Vackra Vivi och Gustaf Frödings relation (2008.) 

## Priser och utmärkelser
- 1980: Sven och Dagmar Saléns stiftelse
- 2000: Doblougska priset